# George Jones
George Glenn Jones (12. září 1931 Saratoga, Texas, USA – 26. dubna 2013 Nashville, Tennessee), známý pouze jako George Jones, byl americký country zpěvák, držitel ceny Grammy.
Za svou více než padesátiletou kariéru měl 14 countryových hitů a získal řadu platinových desek. Jeho největším hitem je He stopped loving her today, se kterou v roce 1980 vedl americký countryový žebříček, a také Choices, za kterou v roce 2000 obdržel Grammy. Je také autorem skladby Seasons of my heart, kterou v češtině nahráli Greenhorns (Žlutá kytka). Několik alb také natočil se svojí tehdejší manželkou Tammy Wynette. Z jejich spolupráce vzešla řada hitů, mj. We're gonna hold on (českou coververzi Cestou dlouhou nazpívali Yvonne Přenosilová a Pavel Bobek). Do Country music hall of fame byl uveden v roce 1992.
První kytaru dostal v devíti letech a brzy vystupoval na místních slavnostech. V letech 1950–1952 sloužil u amerického válečného námořnictva v Koreji a po návratu pracoval přes den jako malíř pokojů a po večerech zpíval. V roce 1954 už měl skvělou pověst a vzbudil zájem jednoho z nejznámějších kormidelníků gramofonového průmyslu, H. W. "Pappy" Dailyho, který se v Houstonu staral o prosperitu gramofonové značky Starday Records.